# Trầm Cao
Trầm Cao (tiếng Trung: 沈高; bính âm: Shéngāo) là một thị trấn ở quận Khương Yển, Thái Châu, tỉnh Giang Tô, Trung Quốc. Trầm Cao được gọi là "quê hương của cá và lúa" vì chất lượng cao của sản xuất cá và gạo của thị trấn. Trầm Cao là một trong những thành phố mở đầu tiên được chỉ định bởi Quốc vụ viện Trung Quốc.